# Конституция Удмуртской АССР (1937)
Конституция УАССР 1937 года — основной закон Удмуртской Автономной Советской Социалистической республики; утверждён 14 марта 1937 года II съездом Советов Удмуртской АССР в г. Ижевске.

## История принятия

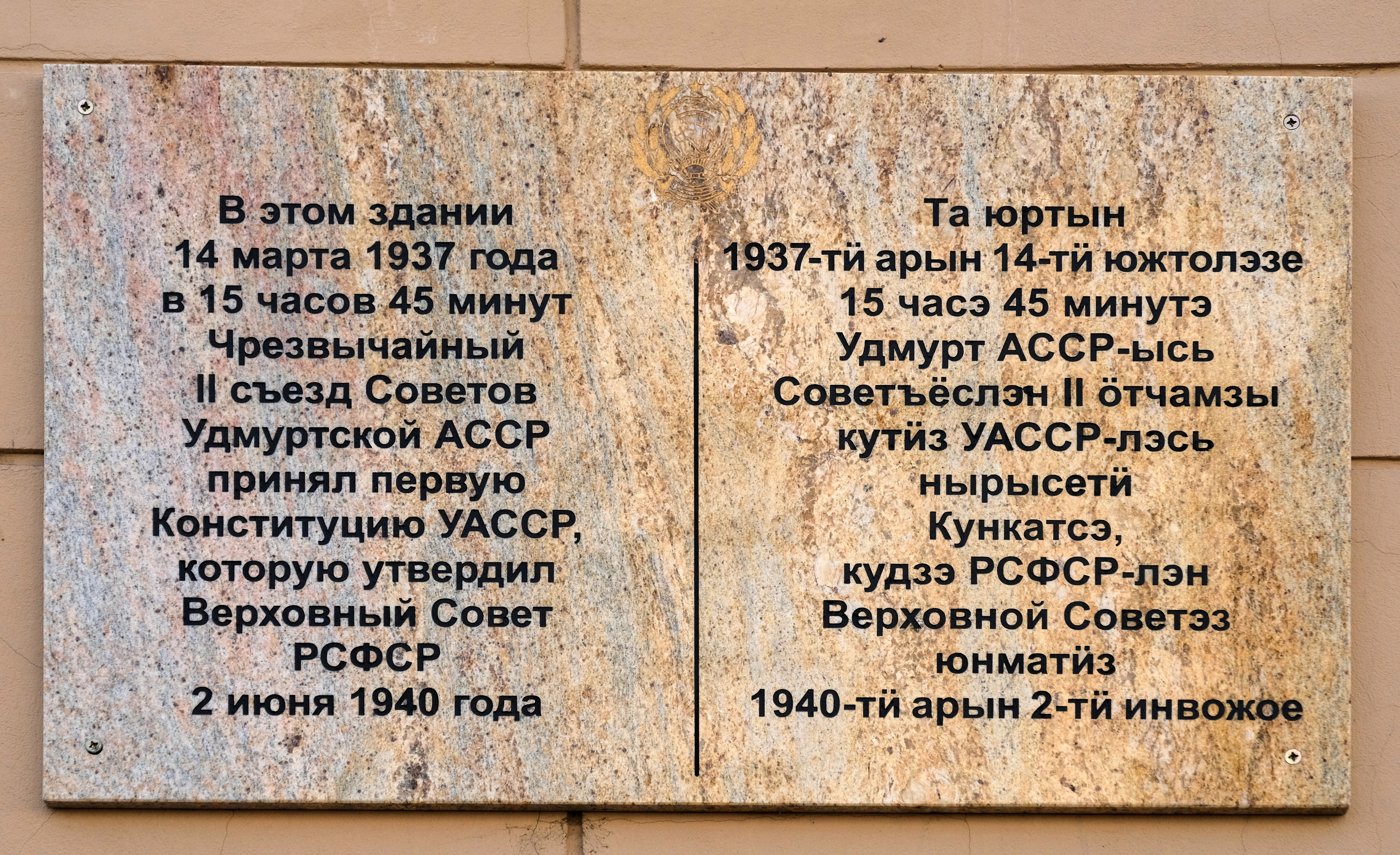
Памятная табличка на северной стене драмтеатра Удмуртии, посвящённая принятию 1-й конституции Удмуртии

Принятие первой Конституции Удмуртской АССР II Чрезвычайным съездом Советов Удмуртской Автономной Советской Социалистической республики 14 марта 1937 г. в корне изменило правовое положение УАССР, и она, наравне с другими республиками вошла непосредственно в состав РСФСР. Это позволило Удмуртии выйти из состава Кировского края и прекратить сложившиеся правоотношения с краевыми органами. Объединить ранее разорванные в административном отношении удмуртских селений в составе Удмуртии, что означало удовлетворение одного из исконных желаний народа Удмуртии и их стремлений к свободному национальному развитию.

## Особенности
Первая Конституция Удмуртской АССР, на основе Конституций СССР и РСФСР, закрепила максимальное огосударствление собственности на средства производства, которое было обусловлено сформировавшейся в 30-е годы планово-распределительной организацией экономики, характерной чертой которой была абсолютная централизация управления во всех сферах государственной, хозяйственной, общественной жизни. Причем государственная собственность Удмуртии, как и других автономных республик, на землю, её недра, воды, леса и т. д. стала рассматриваться как собственность общесоюзная, право распоряжения которой принадлежало органам СССР.
Особенностями принятия Конституции Удмуртии стали такие факторы как: утверждение, которое состоялось лишь в 1940 году; практически полная подчиненность законодательству РСФСР, двоякость природы УАССР как государства: с одной стороны, УАССР провозглашалось социалистическим государством рабочих и крестьян, в то же время лишь вне пределов Конституции СССР и Конституции РСФСР осуществляла государственную власть на автономных началах. В статье 1 Конституции УАССР 1937 года отмечалась некая самостоятельность Удмуртской автономной республики, а в Главе Конституции «Государственное устройство» Удмуртия декларировалась подчиненность общегосударственному законодательству РСФСР и СССР. Данная тенденция прослеживается и в пункте «а» статьи 17, констатирующей, что УАССР принимает свою Конституцию и вносит на утверждение Верховного Совета РСФСР. Таким образом, первая Конституция Удмуртии не являлась самостоятельно реализованным документом, а была подчинена авторитарному устройству государства.

## Структура Конституции УАССР 1937 года

Флаг УАССР

Конституция УАССР 1937 года состояла из 10 глав и 112 статей. В ней впервые в были сформулированы основы общественного и государственного строя, права и обязанности граждан, принципы избирательной системы.
- Глава I. Общественное устройство
- Глава II. Государственное устройство
- Глава III. Высшие органы государственной власти Удмуртской Автономной Советской Социалистической Республики
- Глава IV. Органы государственного управления Удмуртской Автономной Советской Социалистической Республики
- Глава V. Местные органы государственной власти
- Глава VI. Бюджет Удмуртской Автономной Советской Социалистической Республики
- Глава VII. Суд и прокуратура
- Глава VIII. Основные права и обязанности граждан
- Глава IX. Избирательная система
- Глава X. Герб, флаг, столица
- Глава XI. Порядок изменения Конституции

## Основные положения Конституции УАССР 1937 года
В главе 1 провозглашалось, что Удмуртская Автономная Советская Социалистическая Республика — социалистическое государство рабочих и крестьян, политическую основу которого составляют Советы депутатов трудящихся.
В статье 14 Конституции УАССР 1937 года устройство Удмуртии среди современных районов Удмуртии составляли такие районы, как Ижевский, Пудемский, Карсовайский, Тыловайский, Бемыжский районы.
В статье 76 Конституции УАССР 1937 года лишь отмечалось, что удмуртский язык является языком судопроизводства наравне с русским языком.
Статья 111 закрепляла Ижевск столицей УАССР.